# Heterorta pyrrhantha
Heterorta pyrrhantha là một loài bướm đêm trong họ Noctuidae.